# Aphanicerca
Aphanicerca is een geslacht van steenvliegen uit de familie Notonemouridae. De wetenschappelijke naam van het geslacht is voor het eerst geldig gepubliceerd in 1931 door Tillyard.

## Soorten
Aphanicerca omvat de volgende soorten:
- Aphanicerca bicornis Barnard, 1934
- Aphanicerca bovina Barnard, 1934
- Aphanicerca capensis Tillyard, 1931
- Aphanicerca chanae Picker & Stevens, 1999
- Aphanicerca gnua Picker & Stevens, 1999
- Aphanicerca lyrata Barnard, 1934
- Aphanicerca tereta Barnard, 1934
- Aphanicerca uncinata Barnard, 1934